# Gmina Ülenurme
Gmina Ülenurme (est. Ülenurme vald) – dawna gmina wiejska w Estonii, w prowincji Tartu.
W 2017 roku w wyniku reformy administracyjnej połączyła się z gminą Kambja. Rząd nakazał nowej gminie przyjęcie nazwy Kambja, na co nie zgodzili się mieszkańcy w referendum. Mimo to w 2019 roku rząd odrzucił propozycję zmiany nazwy.
W skład gminy wchodziły:
- 2 miasta: Tõrvandi, Ülenurme,
- 12 wsi: Külitse, Laane, Lemmatsi, Lepiku, Läti, Reola, Räni, Soinaste, Soosilla, Täsvere, Uhti, Õssu.